# Mickey Trotman
Mickey Trotman (Trinidad y Tobago, 21 de octubre de 1974-Puerto España, Trinidad y Tobago, 1 de octubre de 2001) fue un futbolista de Trinidad y Tobago que jugó en la posición de centrocampista.

## Carrera

### Club
| Periodo | Club                           |
| ------- | ------------------------------ |
| 1997    | New Orleans Riverboat Gamblers |
| 1998    | Dallas Burn                    |
| 1999    | Miami Fusion                   |
| 2000    | Joe Public FC                  |
| 2001    | Rochester Rhinos               |

### Selección nacional
Trotman debutó con Trinidad y Tobago el 6 de mayo de 1999 en un partido amistoso ante Sudáfrica, donde anotó su primer gol internacional al minuto 24. Su gol más famoso con Trinidad y Tobago fue el gol de oro en la Copa de Oro de la Concacaf 2000 en los cuartos de final ante Costa Rica que logró la clasificación a las semifinales. Su último partido internacional fue en la Clasificación para la Copa Mundial de Fútbol de 2002 ante México el 5 de septiembre de 2001 cuando entró de cambio al medio tiempo. Jugó un total de 26 partidos internacionales y anotó 5 goles.

## Muerte
Trotman murió en un accidente de tráfico en Puerto España el 1 de octubre de 2001, accidente en el cual también murieron su esposa y su hermano.